# Bonifacia Rodríguez Castro
Bonifacia Rodríguez Castro (Salamanca, 6 de juny de 1837 – Zamora, 8 d'agost de 1905) fou una religiosa, fundadora de la congregació de les Serventes de Sant Josep. És venerada com a santa per l'Església Catòlica.

## Biografia
Bonifacia Rodríguez va néixer a Salamanca el 1837; era filla de Juan Rodríguez, sastre, i María Natalia Castro; era la més gran de sis germans i una de les dues úniques que va arribar a edat adulta. Va estudiar primària i va aprendre l'ofici de cordera, que va començar a exercir des del quinze anys, ja que el seu pare va morir llavors. Va conèixer llavors les condicions de vida de la dona treballadora, explotada amb jornals exigus i jornades de treball de moltes hores. Va obrir un taller de cordoneria i passamaneria. Agustina, la seva germana, es va casar el 1865 i, a partir de llavors, amb la seva mare va començar a treballar i fer una vida pietosa; al seu taller va formar l'Asociación de la Inmaculada y San José, anomenada Associació Josefina, que ensenyava a les joves sense recursos l'ofici de cordera, per donar-los recursos per guanyar-se la vida; les noies hi anaven a aprendre els diumenges i festius.
Bonifacia va sentir la crida a la vida religiosa; va pensar fer-se monja dominica al convent de Santa María de Dueñas de Salamanca. Abans, però, va trobar el jesuïta català Francesc Xavier Butinyà i Hospital, que havia arribat a Salamanca l'octubre de 1870 i tenia gran preocupació pels obrers i treballadors. Bonifacia va triar Butinyà com a director espiritual i va entrar en contacte amb les joves que freqüentaven el taller de Butinyà. Van pensar, llavors, de fundar una nova congregació femenina dedicada a la protecció i l'atenció a les dones treballadores, que ensenyaria un ofici i donaria treball a les dones pobres que no en tenien; a més, evitaven així, treballant al taller, els perills que trobaven treballant en altres llocs.
Neix així la Congregació de Serventes de Sant Josep. Bonifacia i sis noies de l'Associació Josefina, entre elles la seva mare, va iniciar la vida comunitària al seu taller de Salamanca el 10 de gener de 1874. El 7 de gener el bisbe de Salamanca, Joaquim Lluch i Garriga, havia signat el decret d'aprovació episcopal. La situació política del país va fer que als tres mesos Butinyà fos desterrat d'Espanya i que el bisbe Lluch, que havia donat el seu suport al projecte, fos traslladat a Barcelona. A més, alguns sectors eclesiàstics no veien bé aquesta manera de viure que proposava l'institut. Bonifacia va restar davant la congregació a Salamanca; mentrestant, Butinyà va fundar altres cases a Catalunya, i que van donar lloc a una nova congregació (Filles de Sant Josep). Altres membres de la congregació, contraris a l'existència del taller com a manera de vida de la congregació, van començar a mostrar signes de desunió.
Mentre Bonifacia era a Girona el 1882, per tal de promoure la unió amb les cases que havia fundat Butinyà, membres de la congregació van promoure la destitució de Bonifacia com a superiora. La casa de Salamanca va modificar les constitucions de la congregació sense l'acord de la fundadora, que no volia modificar el carisma original. Per solucionar el conflicte, Bonifacia va proposar al nou bisbe de Salamanca, Narciso Martínez Izquierdo, que li deixés fundar una nova comunitat a Zamora, i va partir cap allí amb la seva mare el 25 de juliol de 1883.
Mentrestant, la casa de Salamanca es desentén de Bonifacia i la fundació de Zamora, modificant el carisma i l'organització de la congregació. L'1 de juliol de 1901, Lleó XIII concedeix l'aprovació a les Serventes de Sant Josep, però excloent-ne la nova casa de Zamora a petició de Salamanca, ja que seguia les constitucions originals. Bonifacia, sense donar importància a la humiliació, va a Salamanca per arreglar el conflicte, però les germanes no van voler rebre-la. Va tornar a Zamora i no va voler dir a la comunitat el que havia passat. Va morir-hi el 8 d'agost de 1905.
Fins al 23 de gener 1907, la casa de Zamora no s'incorporà a la congregació.

## Veneració
Les seves restes mortals es troben a la capella del col·legi de les Serventes de Sant Josep de Salamanca. Oblidada durant un temps pel canvi d'orientació de la congregació, el 8 de juny de 1954 el consell general de la congregació va obrir el procés de canonització de la fundadora. L'1 de juliol de 2000, Joan Pau II va declarar-la venerable, i el 20 de desembre de 2002 se'n reconegué un miracle que portà a la beatificació el 9 de novembre de 2003 a Roma.
Un nou miracle fa que el 27 de març de 2010, Benet XVI va autoritzar-ne la canonització, que ell va mateix va celebrar a Roma el 23 d'octubre de 2011.